# Phytomyza astrantiae
Phytomyza astrantiae är en tvåvingeart som beskrevs av Friedrich Georg Hendel 1924. Phytomyza astrantiae ingår i släktet Phytomyza och familjen minerarflugor. Inga underarter finns listade i Catalogue of Life.